# Porrerus dominicanus
Porrerus dominicanus là một loài côn trùng trong họ Myrmeleontidae thuộc bộ Neuroptera. Loài này được Poinar & Stange miêu tả năm 1996.